# Helixbundel

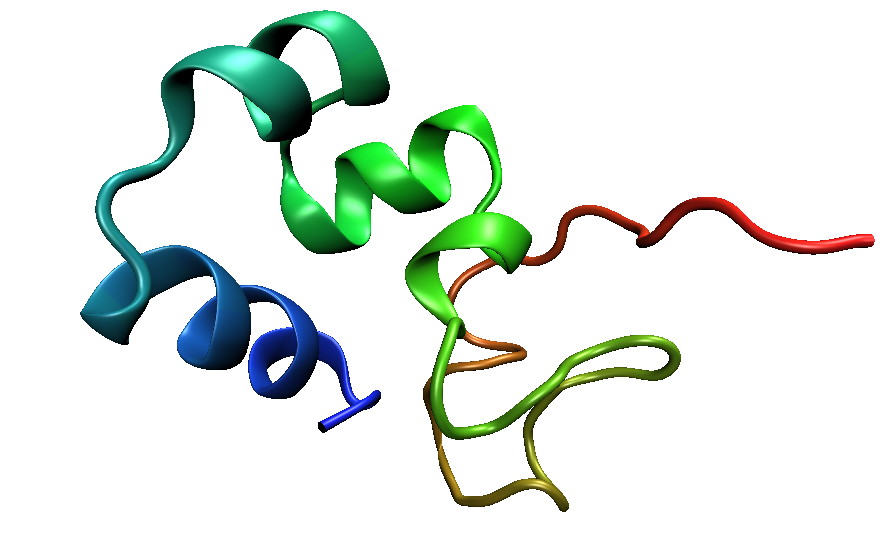
Een voorbeeld van een driedelige helixbundel: een van de domeinen van het eiwit villine (PDB:).

De helixbundel (Engels: Helix bundle) is een klein vouwingselement in eiwitten bestaande uit een aantal alfa-helices die parallel of antiparallel tegen elkaar zijn uitgelijnd.
Driedelige helixbundels zijn relatief klein en eenvoudig te vouwen. Deze helixbundel komt bijvoorbeeld voor in het eiwit villine; deze is slechts 36 aminozuren lang en is door zijn snelle vouwing een belangrijk onderwerp van onderzoek in de moleculaire dynamica. Ook een van de hiv-eiwitten (40 aminozuren) kent een vergelijkbare vouwing. Er is geen algemeen sequentiemotief bekend dat met drie-helixbundels geassocieerd wordt, dus deze helixbundels kunnen niet worden voorspeld op basis van enkel de sequentie. Drie-helixbundels komen vaak voor in actine-bindende eiwitten en in DNA-bindende eiwitten.
Er bestaan ook vierdelige helixbundels, waarin vier α-helices een tertiaire structuur vormen. Voorbeelden van deze helixbundels zijn cytochromen, ferritinen, cytokininen en een aantal hormonen.